# 첼시 이슬란
첼시 이슬란(Chelsea Islan, 1995년 6월 2일 ~ )은 인도네시아의 배우이다.